# لشکر ۳ کانادا
لشکر ۳ کانادا (انگلیسی: 3rd Canadian Division) لشکر پیاده‌نظام مکانیزه نیروی زمینی کانادا است، که در سال ۱۹۱۵ تأسیس شد.
لشکر ۳ کانادا تشکیلاتی از ارتش کانادا است که مسئولیت فرماندهی و بسیج تمام واحدهای ارتش در استان‌های مانیتوبا، ساسکاچوان، آلبرتا و بریتیش کلمبیا و همچنین شمال غربی انتاریو از جمله شهر تاندر بی را بر عهده دارد.
این لشکر ابتدا به عنوان تشکیلاتی از سپاه کانادا در طول جنگ جهانی اول ایجاد شد. پس از جنگ منحل شد و بعداً در طول جنگ جهانی دوم به عنوان لشکر سوم پیاده نظام کانادا دوباره فعال شد. دومین لشکر از سال ۱۹۴۱ تا ۱۹۴۵ با افتخار خدمت کرد و در عملیات روز دی در ۶ ژوئن ۱۹۴۴ شرکت داشت. یک نسخه از لشکر سوم کانادا در سال ۱۹۴۵ برای خدمت در ماموریت‌های اشغالی در آلمان تشکیل شد و سال بعد منحل شد.